# Kanton Villandraut
Der Kanton Villandraut war bis 2015 ein französischer Wahlkreis im Arrondissement Langon, im Département Gironde und in der Region Aquitanien; sein Hauptort war Villandraut, Vertreterin im Generalrat des Départements war zuletzt von 2004 bis 2015 Isabelle Dexpert. 
Der Kanton war 306,02 km² groß und hatte 4830 Einwohner (Stand: 2012).

## Gemeinden
| Gemeinde    | Einwohner Jahr | Fläche km² | Bevölkerungsdichte | Postleitzahl | Code INSEE |
| ----------- | -------------- | ---------- | ------------------ | ------------ | ---------- |
| Bourideys   | 82 (2013)      | –          | – Einw./km²        | 33113        | 33068      |
| Cazalis     | 242 (2013)     | –          | – Einw./km²        | 33113        | 33115      |
| Lucmau      | 221 (2013)     | –          | – Einw./km²        | 33840        | 33255      |
| Noaillan    | 1615 (2013)    | –          | – Einw./km²        | 33730        | 33307      |
| Pompéjac    | 244 (2013)     | –          | – Einw./km²        | 33730        | 33329      |
| Préchac     | 1046 (2013)    | –          | – Einw./km²        | 33730        | 33336      |
| Uzeste      | 397 (2013)     | –          | – Einw./km²        | 33730        | 33537      |
| Villandraut | 994 (2013)     | –          | – Einw./km²        | 33730        | 33547      |

## Bevölkerungsentwicklung
| 1962 | 1968 | 1975 | 1982 | 1990 | 1999 |
| ---- | ---- | ---- | ---- | ---- | ---- |
| 3599 | 4034 | 3748 | 3666 | 3652 | 3964 |